# Dumreja

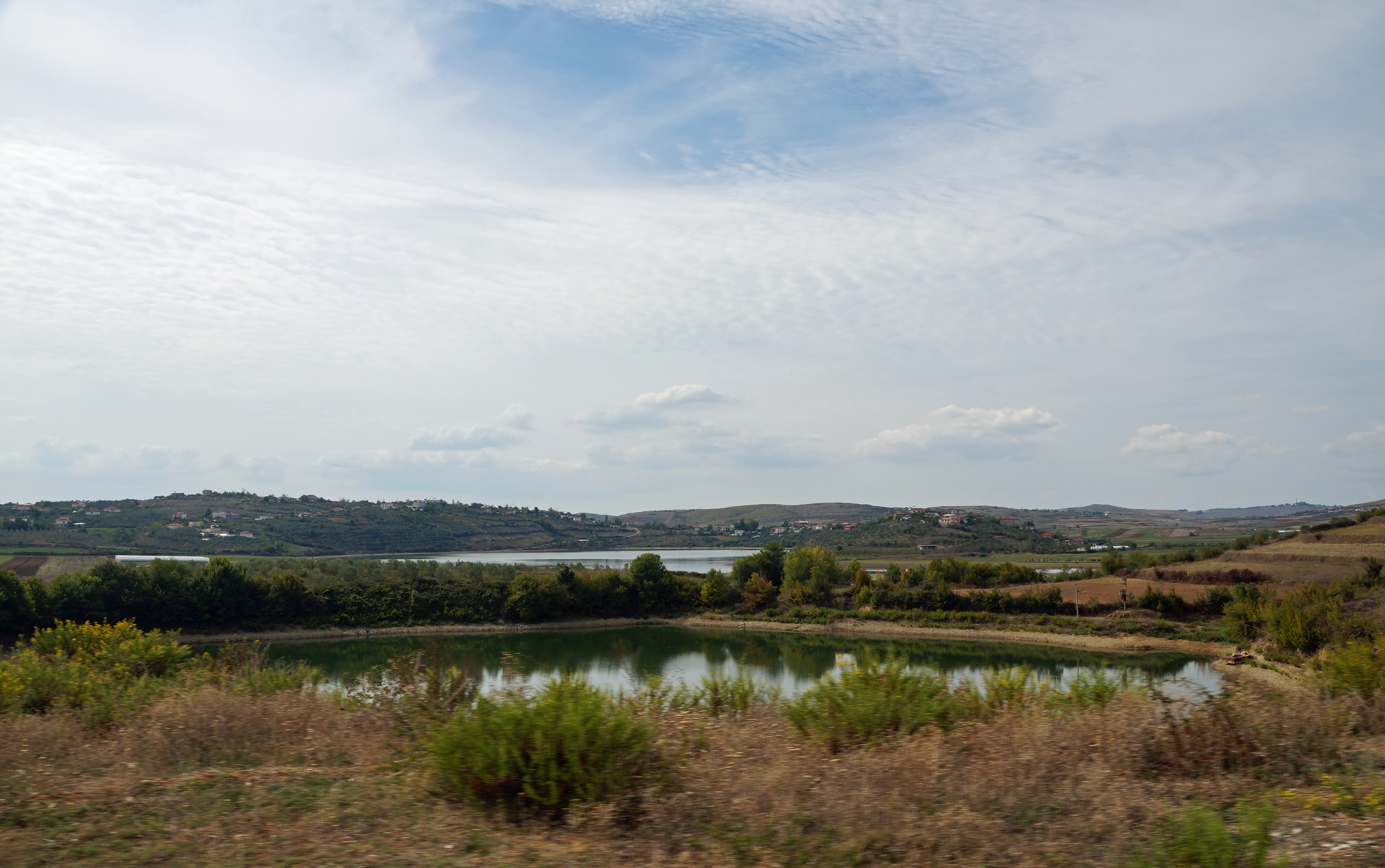
Typisches Landschaftsbild in der Dumreja – Seferan-Seen

Die Dumreja (albanisch auch Dumre und Dumrea) ist eine Landschaft in Mittelalbanien. Das karstige Hügelland schließt sich östlich an die große Küstenebene Myzeqe an. Die Dumreja ist geprägt von zahlreichen Seen und Dolinen. Aufgrund ihres geologischen Aufbaus zeigt die Dumreja Merkmale einer tektonisch-vulkanischen Hochebene (Plateau; albanisch: Pllaja e Dumresë), angesichts der geringen Höhe über Meer scheint es sich aber eher um ein Hügelland zu handeln.

## Geographie

### Karstlandschaft

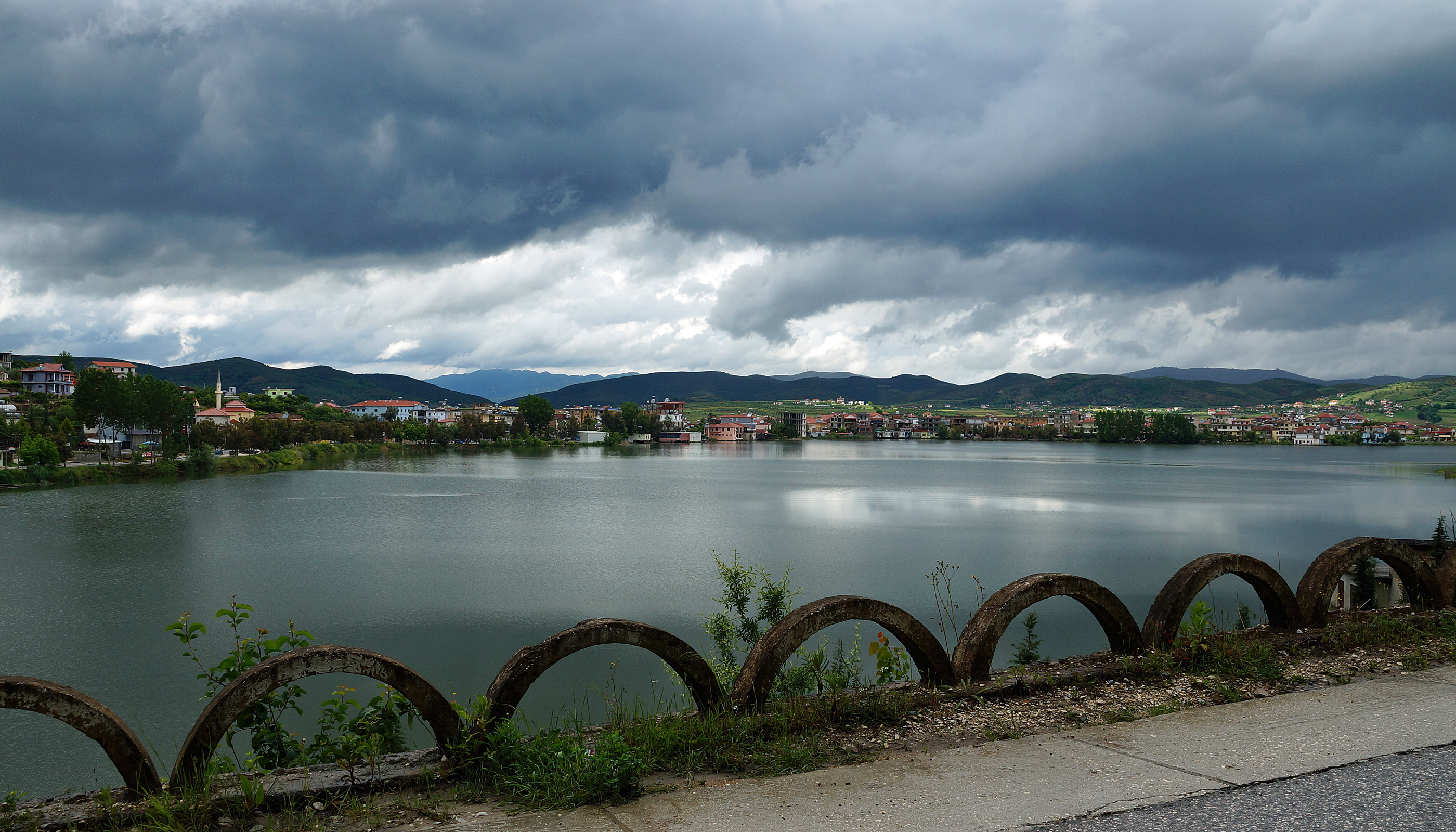
Belsh mit See

Das Territorium der Dumreja besteht überwiegend aus sanften Hügeln und Seen. Der Großteil des Gebiets hat eine Höhe von 150 m ü. A. bis 200 m ü. A. In Senken liegen mehr als 80 Seen, wobei rund 20 von ihnen im Sommer austrocknen. Die große Zahl der Seen erklärt sich durch die besondere Geologie der Zone, in der der Karst vorherrscht. Die Becken haben sich durch die laufende Ausweitung von Dolinen entwickelt.

„[…] eine kleine, sehr merkwürdige Landschaft, das Plateau von Belsh. Es ist eine mit Macchien bedeckte Hochfläche von etwa 150 m Meereshöhe, mit aufgesetzten Erhebungen, die bis zu 200 m Höhe ansteigen. Und in dieser Hochfläche liegen zahlreiche Wannen von bis zu 100 m relativer Tiefe und mehreren Kilometern Durchmesser. Viele bergen Seen, manche haben einen versumpften Boden.“

Die höchste Erhebung befindet sich ganz im Nordosten: Mali i Aldekut oder Kodra e Malit (449 m ü. A.). Außerhalb der Nordostecke wird die Höhe von 300 Metern nicht überschritten. Die meisten anderen Erhebungen in der Hügellandschaft liegen deutlich unter 300 Metern. Die Wasseroberflächen der Seen liegen meist zwischen 100 und 150 Metern Höhe.
Zuletzt hat sich im April 2009 eine Doline in der Gemeinde Shalës geöffnet; diese verfügte anfänglich über einen Durchmesser von 30 Metern und einer Tiefe von 100 Metern. Drei weitere Dolinen sind in den Jahren 1982, 1998 und 1999 entstanden, die letzte in der Gemeinde Fierza.

### Abgrenzung
Die Hügelzone der Dumreja ist neben zwei der größten Ebenen Albaniens gelegen, im Westen die Myzeqe und im Osten die Ebene von Elbasan. Im Norden bildet der Fluss Shkumbin, im Süden der Devoll die natürliche Grenze zu anderen Regionen.
Das Gebiet umfasst rund 215 Quadratkilometer.

### Seen

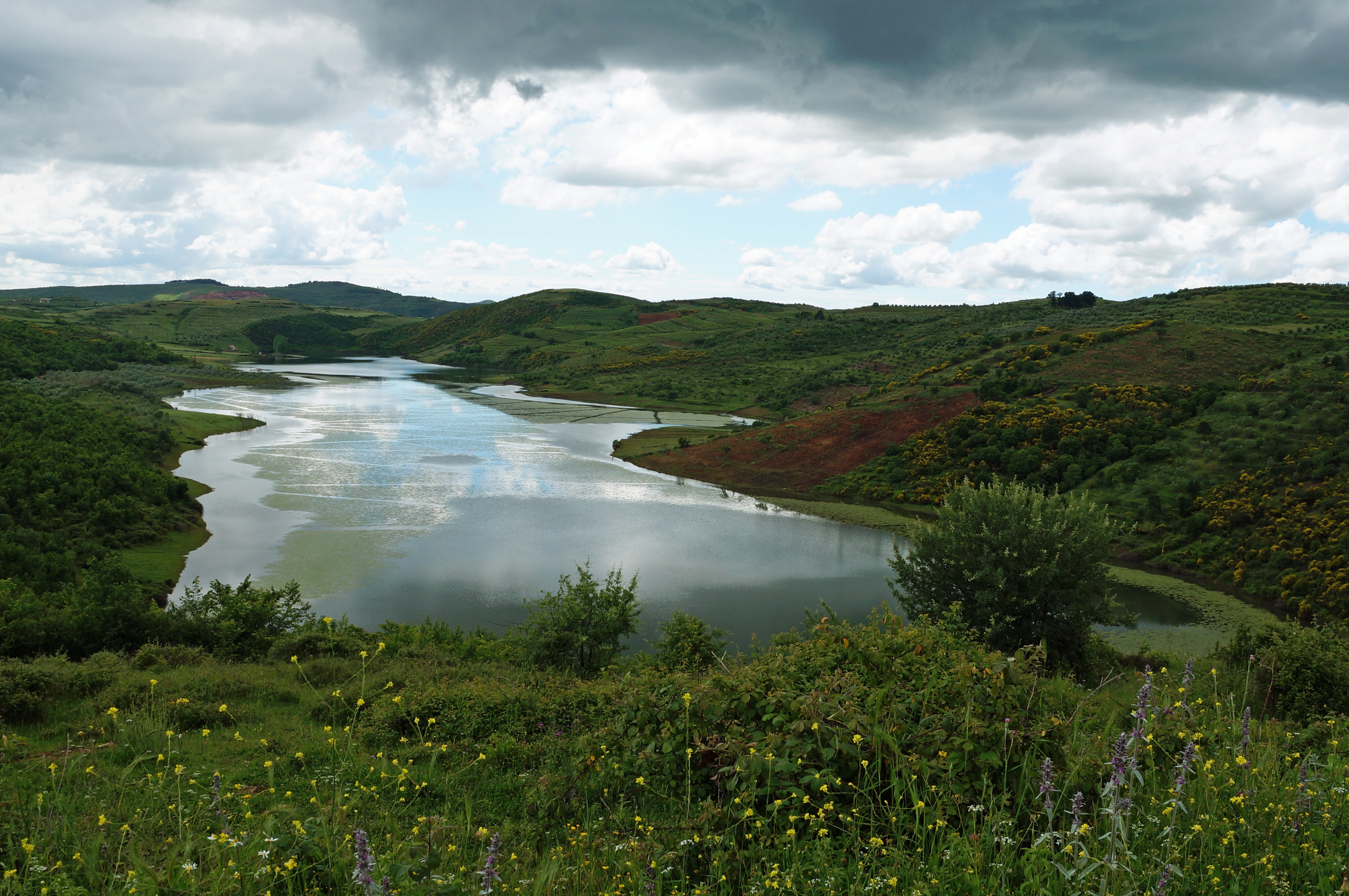
Dega-See

Die große Zahl von rund 85 Seen bildet das prägende Element der Region. Die Seen umfassen zusammen drei Prozent der Oberfläche der Dumreja, etwa 14,2 Quadratkilometer, und fassen zusammen rund 26 Millionen Kubikmeter, wovon 11,3 Millionen Kubikmeter auf den Merhoja-See entfallen, den tiefsten See der Region.
| See          | Albanischer Name   | Fläche (ha) | Tiefe (m) |
| ------------ | ------------------ | ----------- | --------- |
| Çestinja-See | Liqeni i Çestinjës | 96,8        |           |
| Seferan-See  | Liqeni i Seferanit | 87,5        | 20,8      |
| Merhoja-See  | Liqeni i Merhojës  | 65,5        | 61        |
| Dega-See     | Liqeni i Degës     | 37,4        |           |
| Peraska-See  | Liqeni i Peraskës  | 27,4        | 51        |
| Çërraga-See  | Liqeni i Çërragës  |             | 29        |
| Belsh-See    | Liqeni i Bellshit  | 26,9        | 18        |

Einige der Seen wurden mit Dämmen versehen und werden für die Bewässerung der Felder genutzt.

„Die Spiegel der Seen liegen recht verschieden hoch, das weist darauf, daß ihre Böden durch undurchlässiges Material abgedichtet sind.“

### Geologie
Die Karstlandschaft der Dumreja hat sich in Gips gebildet.

„Das Plateau von Belsh besteht aus Kalk, Rauchwacken und Gips, die […] in das Hangende des Flysch gehören.“

Der Evaporit-Diapir von Dumreja besteht aus Anhydrit, Kalkstein, Dolomit, Gips und Ton. Der Salzdom hat eine elliptische Oberfläche mit Achsen von rund zehn auf 20 Kilometern (Fläche von rund 210 Quadratkilometern). Der rund 6100 Meter dicke Diapir überlagert etwa 20 bis 30 Kilometer und hat ein Volumen von rund 1500 Kubikmetern. Er entstand vor dem Obertrias oder die Perm-Trias-Grenze. Am West- und Südrand des Diapirs kommt es zu Erdöl-Austritten, die die Ölfelder von Kuçova und andere bilden.

### Klima
Es herrscht ein mediterranes Klima, geprägt von trockenen Sommern und regenreichen Wintern. Die durchschnittlichen Niederschläge erreichen 1080 mm. Im Sommer (Juli) liegt die durchschnittliche Temperatur bei 24,2 °C, im Winter (Januar) bei 6,6 °C. Die Trockenheit während der Sommermonate ist eines der größten Probleme für die Dumreja.
Die Winde sind gemäßigt, und die Dumreja bildet ein Hindernis dar für die warmen Winde von der Adria und die kalten, die aus dem gebirgigen Landesinneren kommen.

### Administrative Unterteilung und Bevölkerung
Das Gebiet umfasste bis 2015 die fünf Gemeinden Belsh, Fierza, Grekan, Kajan Rrasa und Shalës, die alle zum Kreis Elbasan gehörten. Zusammen haben sie eine Fläche von 215 Quadratkilometern. Im Süden grenzt die Dumreja an den Kreis Kuçova, im Westen an den Kreis Lushnja und im Norden an den Kreis Peqin.
Bei der Territorialreform von 2015 wurde Belsh mit den Gemeinden Fierza, Grekan, Kajan und Rrasa zusammengelegt. Die Gemeinde hat 19.503 Einwohner (Stand 2011). Shalës gehört seither zur Bashkia Cërrik.
Im Jahr 2001 betrug die Bevölkerungszahl 32.634 Einwohner. Zehn Jahre später wurde die Bevölkerungszahl der sechs Gemeinden mit 23.345 Personen erfasst. Das Zentrum bildet der bevölkerungsreichste Ort Belsh mit 12.228 Einwohnern im Jahr 2001 respektive 8781 im Jahr 2011. Es folgen die Gemeinden Shalës mit 3842 Einwohnern (diese und alle folgenden Zahlen mit Stand 2011) und Kajan mit 3925 Einwohnern. Kleiner sind Grekan (3138 Einwohner), Fierza (2065 Einwohner) und Rrasa (1594 Einwohner).

## Flora und Fauna
Die Vegetation des Gebiets ist ziemlich arm, ausgenommen einige Gebiete der Gemeinde Grekan, wo es etwas Wald gibt. Zu den verbreitetsten Bäumen gehören Kiefern, vor allem in den Dörfern Rrasa und Çerraga, Pappeln, die sich in der ganzen Dumreja finden, und in der Nähe der Seen auch Weiden. Vor dem Zweiten Weltkrieg überwiegten in der Dumreja Wälder, die vor allem aus Eichen bestanden. Zwischen 1950 und 1970 wurde ein großflächiger Plan zur Entwalund umgesetzt, um das ganze Gebiet kultivierbar zu machen. Ab den 1990er Jahren wurden in Teilen der Dumreja Reben und Olivenbäume gepflanzt.
In den Seen finden sich verschiedenste Fischarten, darunter Forellen und Karpfen. In den weniger tiefen Seen sind Lilien weitverbreitet.

## Toponymie
Die Bedeutung des Toponyms Dumreja ist nicht geklärt, es gibt keine offiziellen Quellen über die Herkunft. Wortwörtlich steht der Begriff duam re für ich will eine Wolke. Diese Wendung wird in der albanischen Sprache verwendet als Bittgebet in Zeiten schwerer Trockenheit. Die Bewohner der Region sehen in der Trockenheit der Sommermonate, die die ganze Region plagt, die Herkunft des Namens.

## Geschichte

### Antike und Mittelalter

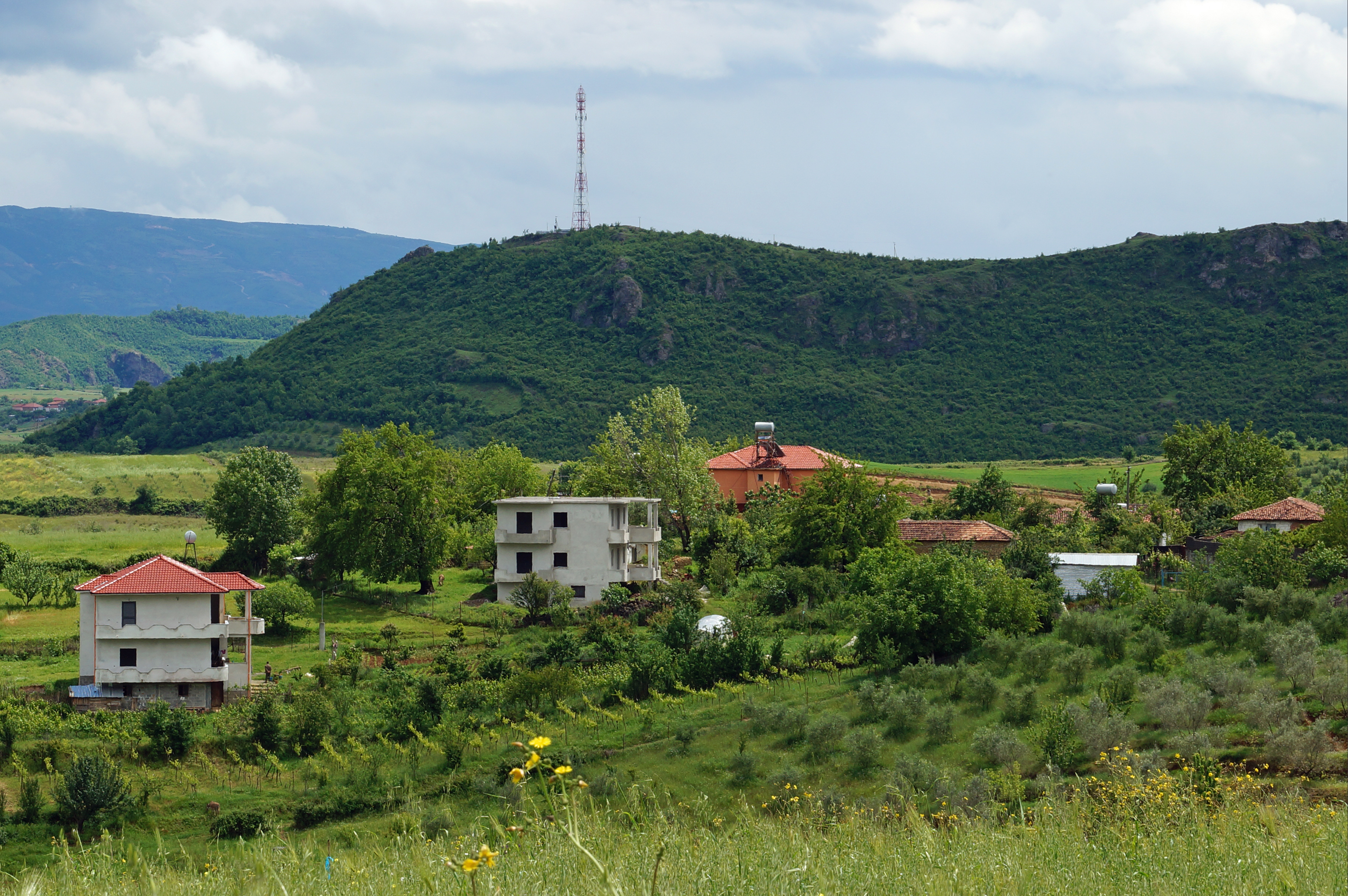
Gradishta-Hügel

Die Dumreja liegt in der Nähe wichtiger Verkehrswege. Die ältesten Siedlungsspuren stammen aus der Bronzezeit und ziehen sich weiter, bis sie um das 4. bis 6. Jahrhundert stabil wurden, gestützt durch den Bau der Burg von Gradishta, von der noch heute einige Ruinen existieren. Die Bauern wurde die Burg ausgebessert. Im Süden der Anlage sind Befestigungen noch besser erkennbar und erreichen eine Höhe von bis zu einem Meter. Innerhalb der Mauern finden sich eine Keramikwerkstätte mit vier verschiedenen Arbeitsräumen. Die Römer bauten im Shkumbintal die wichtige Verkehrsachse Via Egnatia, westlich von Belsh gab es im 4. bis 1. Jahrhundert v. Chr. einen Aphrodite-Tempel. Die Funde eines Fürstengrabs sind heute in Tirana ausgestellt. Im 6. Jahrhundert wurde die befestigte antike Stadt durch einfallende Slawen zerstört.

### Moderne und Gegenwart
Nach der Einnahme Albaniens durch das Osmanische Reich wurde die Burg zerstört und die Bevölkerung in die Berge und die Myzeqe-Ebene vertrieben.
Während des 18. Jahrhunderts begannen Bauern das Gebiet zu bevölkern. Im Dorf Dragot wurde eine erste Kirche gebaut, die zwar 1967 zum Kulturgut erklärt, aber 1981 zerstört worden ist. Allgemein stammen die Namen der Dörfer von den ersten Bewohnern ab, die sich dort niedergelassen und Häuser gebaut hatten. Das Dorf Dragot ist ein typisches Beispiel, dessen Name von Tare Dragoti stammt, der aus den Berggebieten im Süden einwanderte. So entstanden nach der Ansiedlung der ersten Bewohner weitere Dörfer und Orte, zum Beispiel Hysaj, Seferaj und weitere kleine Fraktionen.
Der Hauptort Belsh der Dumreja wurde von Sami Frashëri, einem der Führer der Rilindja-Bewegung, als Hauptstadt von Albanien vorgeschlagen.
In den ersten 40 Jahren des 20. Jahrhunderts verstärkte sich das Problem der grundlegenden Bodentransformation, die zu einer großen Zerstückelung des Grundeigentums führte. Der Grund hierfür war, dass die Großgrundbesitzer Grundstücke an die Bauern verkauften. Als nach dem Zweiten Weltkrieg die Bauern enteignet wurden, wurden die ersten Dörfer gebaut und die Wälder abgeholzt. Das Holz diente dem Bau der ersten Eisenbahnen im Land. Kleine Reste der Wälder befinden sich bei den Dörfern Dëshiran und Rrasa. Die Bildung der Landwirtschaftskooperativen führte dazu, dass eine große Einwanderung aus den Gebieten von Gramsh und Skrapar einsetzten.
Nach dem Zusammenbruch des kommunistischen Systems wurde das Kulturland Anfang der 1990er Jahre vom Staat der Bevölkerung zugewiesen. In der Folge hat die Dumreja eine deutliche Bevölkerungszunahme erfahren. Da die Verteilung proportional zur Zahl der Bewohner verlief, hatte dies die Struktur einiger Dörfer verändert, woraus viele Konflikte zwischen den alten und neuen Grundeigentümern entstanden.

## Kultur und Folklore

### Kultur und Feste
Die Kultur der Dumreja ist reichhaltig und alt. In allen Gemeinden bestanden Kulturhäuser, die während der kommunistischen Diktatur erbaut worden sind: Orte der Begegnung für die wichtigen Anlässe des gesellschaftlichen Lebens. Heute existiert nur noch das Kulturhaus von Belsh in seiner ursprünglichen Struktur.
Wie im ganzen Gebiet von Elbasan üblich wird auch in allen Gemeinden und Dörfern der Dumreja das Frühlingsfest gefeiert, das am Abend vom 13. März und während des ganzen 14. März stattfindet. Dieses Fest, das besonders bei den Feierlichkeiten vom 13. Ähnlichkeiten mit Halloween hat, ist eines der bedeutendsten Feste, das in ganz Albanien begangen wird.

### Folklore
Die typische Folklore hat ihre Wurzeln bei der aus dem Süden eingewanderten Bevölkerung. Es gibt in der Dumreja lokale Gesänge und Tänze, die in Gruppen von vier bis fünf Personen polyphon vorgetragen werden. Berühmt ist die Folkloregruppe aus dem Hauptort Belsh, das regelmäßig auf dem Nationalen Folklorefestival auftritt. Die traditionellen Trachten aus der Dumreja sind bekannt für ihre kräftigen Farben und die Formenvielfalt. Die Frauentrachten verfügen über besonders lange Schürzen.

## Wirtschaft und Verkehr
Mit der Errichtung erster urbaner Zentren und den mehrheitlich in den 1950er Jahren durchgeführten Rodungen wurden die ersten Wege und Verbindungen zwischen den Dörfern und den Städten Elbasan – via Cërrik – sowie Berat, Kuçova und Lushnja erstellt. Die Mehrheit der Straßen innerhalb der Dumreja ist nicht asphaltiert respektive wichtige Verbindungsstraßen wurden erst in den 2010er Jahren asphaltiert. 2011 wurden Pläne der Regierung kommuniziert, dass eine Autobahn zwischen Tirana und den Städten des Südens des Landes gebaut werden solle. Die A3 würde auch das Gebiet der Dumreja passieren.
In der zweiten Hälfte des 20. Jahrhunderts wandelte sich die Dumreja zu einem der wichtigsten Landwirtschaftsgebiete des Landes. Die Öffnung des Gebiets als Weideland und die Umwandlung in kultivierbares Land lockte Bevölkerung aus den umliegenden Regionen an, und nach wenigen Jahren begann die Kollektivierung, was zur Gründung mehrerer staatlicher Landwirtschaftsgenossenschaften führte. Wegen der geringen Bebauung und den großen Weideflächen war die Dumreja bis zum Zweiten Weltkrieg berühmt für die Tierzucht. Nach den 1950er Jahren wurden die Bauernhöfe kollektiviert; in der Folge wurde vor allem Getreide, Mais, Sonnenblumen und Tabak angebaut und auch zahlreiche Olivenbäume gepflanzt und Weinberge angelegt.
Seit Beginn der 1990er Jahre stieg die Produktion von Oliven beständig, auch dank der wirtschaftlichen Unterstützung der Regierung in Zusammenarbeit mit der Weltbank, womit nicht nur Grünflächen geschaffen wurden, sondern auch die Einrichtung von drei Ölmühlen ermöglicht wurde, wo Olivenöl hergestellt wird.
Ein weiterer verbreiteter Berufszweig ist die Fischerei. Der Fang wird nicht nur in der Region verkauft, sondern auch in umliegenden und anderen Städten Albaniens. Zu den wichtigsten Arten zählen die Forellen, Karpfen und Aale.
Nebst der Landwirtschaft findet sich in der Dumreja auch große Ressourcen an Erdgas und Erdöl. 2010 wurde eine entsprechende Konzession vergeben. Bis zu den 1990er Jahren waren zudem auch die Minen von Trojas und Gradisht in Betrieb.
2016 wurden Projekte gestartet, um den Tourismus in der Region zu fördern.